# 照井宙斗
照井 宙斗（てるい ひろと、1998年10月25日 - ）は、日本の元子役。セントラル子供劇団に所属していた。

## 出演

### テレビドラマ
- 時空警察 PART5（2005年、日本テレビ） - 豊臣秀頼 役
- 功名が辻 第39話（2006年、NHK） - 国松 役
- 轟轟戦隊ボウケンジャー（2006年、テレビ朝日） - 少年 役
- ごくせん 第2シリーズ 第1話（2005年、日本テレビ）
- 一瞬の風になれ（2008年、フジテレビ） - 神谷健一（幼少） 役
- ハチワンダイバー（2008年、フジテレビ） - 菅田健太郎（幼少） 役
- 東京DOGS 第10話（2009年、フジテレビ） - 益子の息子 役

### 映画
- COSMIC RESCUE（2003年） - 千葉創平 役
- 鉄人28号（2005年） - 正太郎（幼少） 役

### CM
- 積水ハウス まちなみ参観日
- 日立製作所 DVDカムWooo
- P&G アリエール
- ケンタッキーフライドチキン サマーバーレル
- Right-on
- タイガー 炊きたて
- セガトイズ アンパンマンくるくるコロロン
- 講談社 おともだち
- 講談社 たのしい幼稚園
- 講談社 テレビマガジン
- ユニ・チャーム
- エイブル
- タカラトミー ポーズでいっぱいおしゃべりポッチャマ

### スチル
- 丸大食品 わんぱくキャンペーン
- JALUX
- ヤマハ英語教室